# Лидия Скобликова
Лидия Скобликова е руска съветска състезателка по кънки бягане, олимпийска шампионка.

## Биография
Родена е на 8 март 1939 година в град Златоуст, Челябинска област, Руска СФСР. Израства в работническо семейство. Заслуга за нейното спортно развитие има учителят по физическо възпитание Борис Мишин. През 1956 година завършва средно училище. Възпитаничка е на Челябинския педагогически институт, където учи във факултета по анатомия, физиология и физическо възпитание.
Тя е шесткратна златна медалистка от зимни олимпийски игри. През 1960 година спечелва златни медали в дисциплините 1500 m и 3000 m бързо пързаляне с кънки. След 4 години спечелва всичките 4 състезания за жени (500, 1000, 1500 и 3000 m) в тази дисциплина на олимпиадата в Инсбрук. Тези успехи я превръщат в първия спортист, носител на 4 златни медали от зимна олимпиада и първия атлет, спечелил 6 златни медала от зимни олимпийски игри. Носителка е на общо 40 златни медали от олимпийски, световни и национални първенства.
Занимава се с педагогическа и обществена дейност. От 1962 до 1974 година преподава физиология в Челябинския педагогически институт. В продължение на 12 години е ръководителка на националната федерация по кънки бягане, а впоследствие е неин почетен член.
Омъжена е за Александър Полозков, състезател и майстор на спорта по спортно ходене. Техният син Георгий е състезател и треньор по бързо пързаляне с кънки.

## Отличия
За спортните си успехи и обществена дейност е наградена с ордените:
- „Червено знаме на труда“ (два пъти);
- „Почетен знак“;[1]
- „За заслуги пред Отечеството“ – трета степен (1999).[3]

След олимпиадата в Инсбрук е обявена за заслужил майстор на спорта на СССР. За приносите ѝ в популяризирането на олимпийските идеали и нейните постижения е наградена със сребърна огърлица на Олимпийския орден.